# Rapport taille/hanches

Points de mesure du rapport taille-hanches.

Le rapport taille/hanches, ou ratio taille/hanches (RTH) est le rapport entre la circonférence de la taille et celle des hanches.

## Statistiques dans différents pays
Au Canada, selon des mesures statistiques publiées en 2013 sur la population entre 3 et 79 ans, le ratio moyen est de 0,88 pour les hommes, et de 0,85 pour les femmes. Par tranche d'âge, c'est aussi bien pour les hommes que pour les femmes, la tranche d'âge 12-19 ans qui présente le ratio le plus faible, avec respectivement 0,81 et 0,80. Pour les deux sexes, ce ratio ré-augmente ensuite avec la tranche d'âge.
En France, selon l'étude nationale nutrition santé menée en 2006-2007 sur la population adulte,  le ratio moyen est de 0,8 pour les femmes,
et de 0,9 pour les hommes, sans variation de la moyenne selon la tranche d'âge,.  

## Indicateur de l'état de santé
On considère que le RTH est un indice de l'état de santé, et qu'un écart par rapport à certaines valeurs peut être corrélé à l'apparition de diverses pathologies lourdes.
L'Organisation mondiale de la santé rapporte en 2000 qu'un ratio supérieur à 0,85 pour les femmes et 1 pour les hommes a longtemps été considéré comme un marqueur des risques des maladies liées à l'obésité, le ratio étant censé rendre compte de l'accumulation de graisse abdominale. Toutefois, elle indique que la simple mesure du tour de taille serait un indicateur plus adapté, pour peu que le seuil soit déterminé en fonction des caractéristiques de chaque population. Elle prend entre autres exemples le fait que les risques de maladies coronariennes sont les mêmes chez les femmes et les hommes pour un ratio taille/hanches identiques, alors que le risque augmente pour les femmes à partir d'un tour de taille inférieur.

## Attractivité sexuelle
Selon les travaux du psychologue évolutionniste Devendra Singh, les valeurs de 0,7 pour les femmes et 0,9 pour les hommes sont considérées à la fois comme un signe de jeunesse, de bonne santé et d'attractivité sexuelle. Le chiffre de 0,7 résulte d'une étude portant sur 14 hommes, soumis à des mesures par imagerie cérébrale, à qui il était demandé de noter l'attractivité de photos de femmes avant et après une opération de chirurgie plastique consistant à amener leur RTH à 0,7.
Chez la femme, toujours selon les travaux initiaux de Devendra Singh, le RTH serait un caractère sexuel secondaire, mettant en valeur visuellement la largeur du bassin, qui serait un indice de fécondité.   Cette interprétation est toutefois controversée. En effet, il est très difficile d'expliquer comment le système visuel calculerait ce rapport taille/hanches, et plusieurs expérimentations montrent que le rapport taille/hanches préféré change en fonction du statut socio-économique ou de l'évaluation cognitive, et surtout qu'il varie d'une société à l'autre.